# ローランド・アーロンズ
ローランド・アーロンズ（Rolando Aarons，1995年11月16日 - ）は、ジャマイカ・キングストン出身のサッカー選手。ハダースフィールド・タウンFC所属。ポジションは、ミッドフィールダー。

## クラブ経歴
ジャマイカの首都キングストンで生まれ、5歳の時に家族と共にブリストルに移住。
ブリストル・シティFCでプレーを始め、2012年にニューカッスル・ユナイテッドFCの下部組織に移籍。2014年4月1日、トップチームに昇格。
2014年8月17日のプレミアリーグ開幕戦・マンチェスター・シティFC戦でトップチームデビュー。
8月30日のクリスタル・パレスFC戦で初ゴール。
2018年1月31日、セリエAのエラス・ヴェローナFCにレンタル移籍した。
2019年9月2日、ウィコム・ワンダラーズFCに2020年1月までのレンタルで移籍した。
2021年1月7日、ハダースフィールド・タウンFCに2年半契約で移籍。

## 代表歴
U-20イングランド代表歴がある。一方で、ジャマイカ代表に選出される権利も有している。
2022年6月7日、CONCACAFネーションズリーグのスリナム代表戦でジャマイカ代表として初出場。

## タイトル
ニューカッスル・ユナイテッドFC
- フットボールリーグ・チャンピオンシップ : 2016-17